# Angry
Angry ist ein Lied der britischen Rockband The Rolling Stones aus dem Jahr 2023.

## Entstehung und Veröffentlichung
Geschrieben wurde das Lied von den beiden Rolling-Stones-Mitgliedern Mick Jagger und Keith Richards, zusammen mit dem US-amerikanischen Musiker Andrew Watt. Watt zeichnete darüber hinaus auch für die Produktion des Liedes verantwortlich.
Die erstveröffentlichung von Angry erfolgte als Single am 6. September 2023 bei Polydor. Diese erschien zunächst als digitaler Einzeltrack zum Download und Streaming. Zwei Tage später erschien eine 1-Track-CD-Single (Katalognummer: 0602458122497) sowie eine limitierte 10″-Single (Katalognummer: 0602455464644). Wiederum eine Woche später erschien eine 7″-Single (Katalognummer: 0602458122480). Letztere beiden Ausführungen beinhalten eine Radierung auf der B-Seite.
Mit der Singleveröffentlichung erschien ein Musikvideo, dass unter der Regie von François Rousselet entstanden ist.

## Rezensionen
Sven Kabelitz von laut.de vergab drei von fünf Sternen für das Album Hackney Diamonds. Angry beschrieb er in seiner Rezension als katastrophal abgemischten Opener, dessen Wuchtschlagzeug sich zu sehr an Start Me Up orientiere, ohne dessen Klasse zu erreichen: „ein eher uninspirierter Start“.

## Chartplatzierungen
| ChartsChartplatzierungen     | Höchstplatzierung | Wochen |
| ---------------------------- | ----------------- | ------ |
| Deutschland (GfK)            | 21 (2 Wo.)        | 2      |
| Österreich (Ö3)              | 38 (2 Wo.)        | 2      |
| Schweiz (IFPI)               | 42 (2 Wo.)        | 2      |
| Vereinigtes Königreich (OCC) | 34 (2 Wo.)        | 2      |